# Nikola (Montenegro)

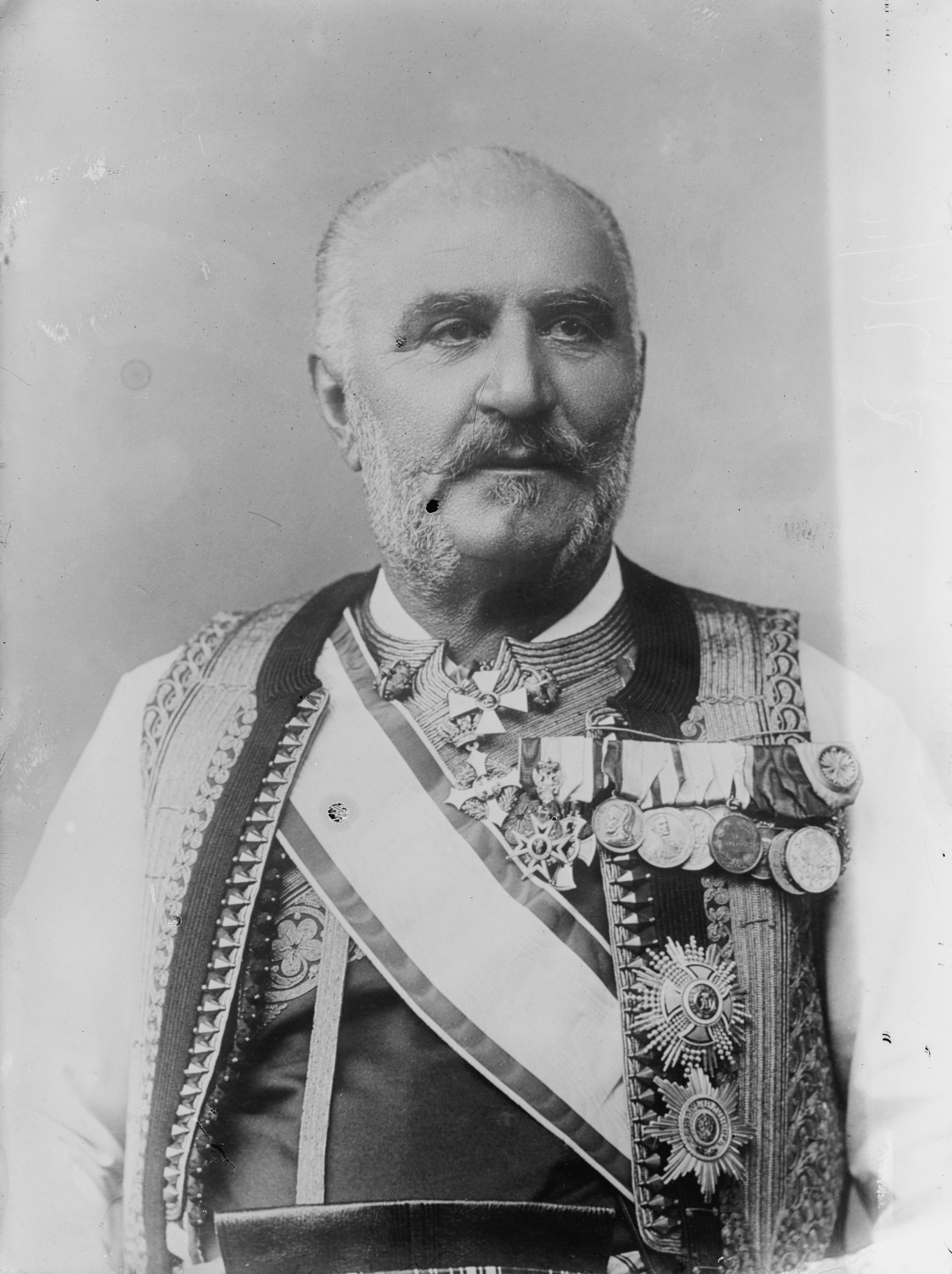
Nikola I.

Monogramm von König Nikola I.

Nikola I. Petrović Njegoš (deutsch auch Nikolaus; * 25. Septemberjul. / 7. Oktober 1841greg. in Njeguši, Montenegro; † 1. März 1921 in Antibes, Frankreich) war von 1860 bis 1910 Fürst und von 1910 bis 1918 König von Montenegro.

## Leben
Nikola – manchmal auch Nikita genannt – wurde als Großneffe des regierenden Fürstbischofs (Vladika) Petar II. Petrović-Njegoš von Montenegro geboren und avancierte unter der Regierung seines Onkels Danilo I. (1852–1860), des ersten weltlichen Fürsten von Montenegro, zum Thronfolger, da diesem männliche Nachkommen versagt blieben. Als sein Onkel am 13. August 1860 ermordet wurde, folgte ihm sein Neffe als Fürst Nikola I. nach. Die Thronfolge zwang den Neunzehnjährigen, seine westeuropäische Ausbildung am Pariser Lycée Louis le Grand, die er als erstes Mitglied seiner Dynastie erhielt, abzubrechen und nach Montenegro zurückzukehren. Als er am 27. Oktoberjul. / 8. November 1860greg. Milena Vukotić († 1923) heiratete, die ihm drei Söhne und  neun Töchter schenkte, war diese Ehe ein Symbol für die clanbezogene Bündnisstruktur seiner Herrschaft. Nikola modernisierte diese Herrschaftsstruktur in der Folgezeit beträchtlich, bevor er selbst zum Opfer weiter reichender Modernisierungsprozesse wurde.

Nikola I. mit Königin Milena (1899)

Seine erste militärische Bewährungsprobe war ein Krieg gegen das Osmanische Reich 1862, das seit Jahrhunderten die Herrschaft über Montenegro beanspruchte, ohne sie jemals dauerhaft durchgesetzt zu haben. Im Dezember 1877 fand während einer erneuten Aktion Montenegros gegen die Osmanen ein Attentatsversuch gegen Nikola statt, bei dem ein Sprengkörper in seinem Hauptquartier mittels Zeitzünder bzw. Fernzündung zur Explosion gebracht wurde. Da sich Nikola nicht dort aufhielt, wurden nur seine Wachen verletzt bzw. getötet.

In der Folgezeit scheint sich Nikola außenpolitisch den serbischen Befreiungskriegs-Plänen des Fürsten Mihailo Obrenović von Serbien (1860–1868) untergeordnet zu haben. Nach dessen Ermordung bemühte sich der montenegrinische Fürst jedoch immer stärker, die Führung der Wiedervereinigung aller Serben für seine Dynastie und sein Land zu reklamieren. Die innenpolitisch schwache Stellung der folgenden Obrenović-Herrscher und deren außenpolitische Anlehnung an Österreich-Ungarn (nach 1878) ermöglichte es Nikola tatsächlich für längere Zeit, in enger Anlehnung an Russland diese Rolle zu spielen, die er auch als Dichter (in versuchter Nachfolge seines Großonkels Peter II.) für sich reklamierte (vgl. sein Drama Die Balkanzarin (Balkanska Carica)). Um seine gesellschaftliche Stellung in Serbien zu festigen, machte er Prinz Peter Karadjordjević zu seinem Schwiegersohn. Nach einem Militärputsch 1903 in Belgrad bestieg dieser als Peter I. den serbischen Thron. Nach der Befreiung der letzten serbischen Gebiete vom osmanischen Reich im Jahre 1913 und von Österreich-Ungarn im Jahre 1918 wurde der montenegrinische König am 26. November 1918 durch den Beschluss einer umstrittenen montenegrinischen Nationalversammlung in Podgorica gestürzt und der serbische König Peter I. übernahm die Regierung des am 18. Dezember 1918 proklamierten Königreiches der Serben, Kroaten und Slowenen, zu dem nun auch Montenegro gehörte. 

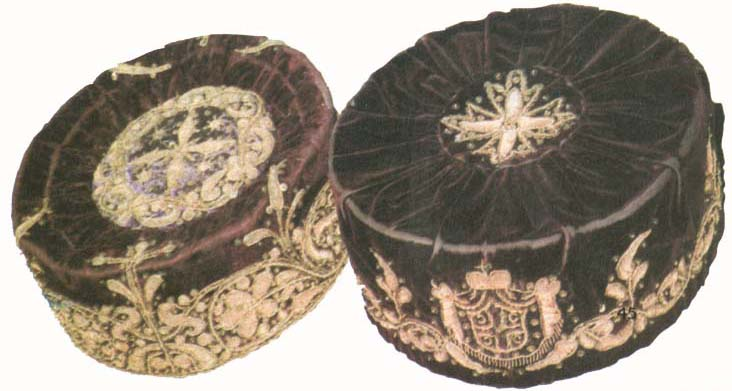
Fürstliche Kopfbedeckungen von Königin Milena und König Nikola I.

Nikolas enge Anlehnung an Russland zahlte sich zunächst aus. Nach einem gemeinsamen Krieg gegen das Osmanische Reich wurde Montenegro 1878 auf dem Berliner Kongress als souveränes Fürstentum anerkannt, Zar Alexander III. (1881–1894) feierte Nikola später sogar als „einzigen Freund Russlands“. Das Zarenreich übernahm eine weitreichende Protektorenrolle gegenüber Montenegro und gewährte diplomatischen Schutz, finanzielle Hilfen und militärische Ausbildung. Im Gegenzug verlangte es unbedingten Gehorsam, den Nikola allerdings nur bedingt zu leisten bereit war. Dennoch blieb das Zusammenwirken bis 1903 ziemlich eng. Nikola gelang es, zwei seiner Töchter mit russischen Großfürsten zu verheiraten, darunter der einflussreiche Nikolai Nikolajewitsch, und im Gegenzug propagierte Russland zur Lösung eines Konflikts zwischen dem Osmanischen Reich und Griechenland die Ernennung eines Petrović-Prinzen zum Generalgouverneur von Kreta, die jedoch nicht zustande kam. Auch Nikolas Rangerhöhung zu einer „Königlichen Hoheit“ im Jahre 1900 bedurfte zur internationalen Anerkennung der russischen Rückendeckung. Nach dem Belgrader Putsch jedoch wandte sich Russland immer stärker dem größeren und potenteren Serbien zu und befürwortete eine Vereinigung beider serbischer Staaten.
Ein weiterer wichtiger dynastischer Erfolg war die Verheiratung von Nikolas jüngster Tochter Elena mit dem italienischen Thronfolger und späteren König Viktor Emanuel III. (1900–1946). Größeren Nutzen vermochten der Fürst und sein Land daraus allerdings nicht zu ziehen.
Nach dem Belgrader Putsch von 1903 verschlechterte sich die politische Lage Nikolas immer mehr. Serbien wurde zunehmend zum anerkannten, militärisch wie wirtschaftlich ungleich leistungsfähigeren Träger der „Serbischen Vereinigung“ und der „südslawischen“ Ideen. Dies untergrub Nikolas Stellung im Inneren. 1905 musste Nikola seinem Land eine Verfassung und ein Parlament gewähren, doch wurde der Spielraum der Opposition drastisch eingeschränkt. Zahlreiche Kritiker seiner Regierung wurden inhaftiert, mundtot gemacht oder ins Exil getrieben. Ein willfähriges Parlament erhob Nikola schließlich zum 50. Regierungsjubiläum am 28. August 1910 zum König von Montenegro, was auch internationale Anerkennung fand. Die prekäre Lage der Dynastie aber besserte dies kaum. Zwar genoss der alte König nach wie vor großen persönlichen Respekt, doch von seinen Söhnen und Thronfolgern, den Prinzen Danilo und Mirko, konnte dergleichen kaum behauptet werden. Schon damals rechneten viele ausländische Beobachter damit, dass Montenegro sich nach dem Tode Nikolas vermutlich mit Serbien vereinigen würde. Die Entstehung eines solch großen „Serbenstaates“ war jedoch für Österreich-Ungarn ein Dorn im Auge, da es sich in ihrer Einflusssphäre gestört fühlte. Dies war auch ein Grund für die Ansiedlung von Muslimen zwischen den Serben, im sog. Sandschak.

Fürst Nicolaus von Montenegro

In wirtschaftlicher Notlage und im dynastischen Prestigekonflikt brauchte Nikolas Regierung dringend außenpolitisch-militärische Erfolge. 1912 beteiligte sich Montenegro am ursprünglich auf russische Anregung initiierten, dann aber auf eigene Rechnung arbeitenden „Balkanbund“, einem gegen das Osmanische Reich gerichteten Kriegsbündnis mit Serbien, Bulgarien und Griechenland. Es war Montenegro, das im Oktober 1912 als erster Staat die Kampfhandlungen eröffnete – was feindselige Gerüchte mit angeblichen Börsenspekulationen des montenegrinischen Königs in Verbindung brachten. „Der alte Räuberhauptmann“, wie der deutsche Kaiser Wilhelm II. Nikola I. intern verächtlich nannte, hatte im Ersten Balkankrieg von 1912/13 militärisch und politisch wenig Erfolg. Die Verluste der montenegrinischen Armee gegen die Türken waren hoch, die Eroberung des lange belagerten Skutari (Shkodra) glückte 1913 erst durch Bestechung und Verrat. Umso verheerender war es, dass die europäischen Großmächte Montenegro aufgrund österreichisch-ungarischen Drucks 1913 zum sofortigen Rückzug aus Skutari zwangen. Dieser Gebietsverlust wurde mit anderen Gebietsgewinnen kompensiert und gab den Weg frei für im Frühjahr 1914 begonnene Verhandlungen mit dem Königreich Serbien über die Errichtung eines gemeinsamen serbischen Staates.
Folgerichtig fand sich Nikola I. bei Beginn des Ersten Weltkriegs im Sommer 1914 auf Seiten Serbiens und damit der Entente. Der Drei-Fronten-Krieg gegen Serbien Ende 1915 führte zur Besetzung Montenegros durch die österreichisch-ungarische Armee Anfang 1916. Doch hier gab es später erneute Gerüchte über allerhöchste Führungsfehler, wenn nicht gar Verrat. Nikola wählte – anders als sein serbischer Verbündeter Peter I. – fatalerweise nicht den Weg, bei seinen Truppen zu bleiben und mit ihnen einen geordneten Rückzug zu versuchen, sondern setzte sich mit seiner Regierung einfach ins italienische Exil ab. Dieser Schritt scheint sein Prestige nachhaltig ruiniert zu haben. Lediglich sein jüngerer Sohn Mirko, die Nummer zwei der Thronfolge, blieb in Montenegro in österreichischer Obhut zurück, was Mutmaßungen über Separatfriedensbemühungen Nikolas mit den Mittelmächten begünstigte. Nikola und seine Regierung begaben sich hingegen über das verbündete Italien ins verbündete Frankreich, wo sie auch nach Kriegsende verblieben.
Als die Mittelmächte im Herbst 1918 zusammenbrachen und der Weltkrieg endete, wurde in Montenegro ein Beschluss der „Nationalversammlung“, der die Vereinigung mit dem Königreich Serbien in einem gemeinsamen serbischen Staat forderte, schon im November 1918 gefeiert.
Innenpolitisch erbrachte Nikola I. – vor allem zwischen 1860 und 1900 – für sein Land wichtige Modernisierungsleistungen, insbesondere beim Aufbau einer modernen Verwaltung sowie im Rechts- und Bildungswesen. Das grundlegende Problem der wirtschaftlichen Unterentwicklung bei immer stärkerem Bevölkerungswachstum vermochte er jedoch nicht zu lösen, zumal zahlreiche muslimische Einwohner eroberter Gebiete die Flucht oder Auswanderung einer gefährlichen Zukunft in einem feindselig-orthodoxen Staat vorzogen und damit das ohnehin geringe urbane Händler- und Handwerkertum weiter geschwächt wurde. Nach 1900 zeigte sich zudem, dass Nikola nicht gewillt war, seine traditionelle feudal-patriarchalische Herrschaft zugunsten moderner politischer Partizipationsformen aufzugeben, auch wenn er den Weg zum Verfassungsstaat notgedrungen zumindest formell einschlagen musste. Die immer offenkundigere Clan- und Cliquenherrschaft seiner letzten Jahre sicherte ihm persönliche Macht.
Der Ex-König von Montenegro starb am 1. März 1921 im französischen Antibes. Im Oktober 1989 wurden seine sterblichen Überreste (sowie die seiner Gattin und zweier Töchter) nach Montenegro überführt.

## Nachkommen

König Nikola I. Petrović Njegoš im Kreis seiner Kinder und deren Ehepartner, um 1912

- Zorka (1864–1890), ⚭ König Peter I. von Jugoslawien (1844–1921);
- Militza (1866–1951), ⚭ Großfürst Peter Nikolajewitsch Romanow (1864–1931);
- Anastasia (1868–1935), ⚭ (1) Georg de Beauharnais (1852–1912) ⚭ (2) Großfürst Nikolai Nikolajewitsch Romanow (1856–1929);
- Marija (1869–1885);
- Danilo (1871–1939), ⚭ Jutta von Mecklenburg-Strelitz (1880–1946);
- Elena (1873–1952), ⚭ König Viktor Emanuel III. (1869–1947);
- Anna (1874–1971), ⚭ Franz Joseph von Battenberg (1861–1924);
- Sophia (*/† 1876);
- Mirko (1879–1918), ⚭ Natalija Konstantinovic (1882–1950);
- Xenia (1881–1960);
- Vera (1887–1927);
- Peter (1889–1932), ⚭ Violet Ljubitza Wegner (1887–1960).